# Айвазян, Артур Суренович
Арту́р Суре́нович Айвазя́н (укр. Артур Суренович Айвазян; род. 14 января 1973, Ереван) — советский, украинский и российский стрелок из малокалиберной и пневматической спортивной винтовки, олимпийский чемпион 2008 года. Заслуженный мастер спорта.

## Биография
В 1985 году начал заниматься пулевой стрельбой в Ереванском городском спортивно-стрелковом клубе под руководством заслуженного тренера Армении Роберта Акопяна, после перехода из лёгкой атлетики. Был членом сборной команды Армянской ССР.
В 1990 году поступил во Львовский государственный институт физической культуры, вскоре стал членом сборной команды Украинской ССР и СССР. В 1995 году после окончания вуза был призван в украинскую армию (проходил службу в спортивной роте), в которой продолжил служить (в 2008 году — старший лейтенант погранвойск Украины). В 1997 году переехал в Симферополь, начал тренироваться под руководством Вадима Клименко, стал членом Крымского республиканского совета ФСО «Динамо». Нынешний тренер — Богдан Клименко[когда?].
С 2014 года — в сборной России (получил российское гражданство после аннексии Крыма Россией).

## Спортивные достижения
- 1993 — чемпионат Европы (Брно) — 3 место.
- 1994 — чемпионат мира (Милан) — 1 и 2 места в командном выступлении.
- 1998 — чемпионат мира (Барселона) — 1 место в командном выступлении.
- 1998 — этап Кубка мира (Буэнос-Айрес) — 1 место.
- 1999 — чемпионат Европы (Арнем) — 1 место в командном упражнении.
- 1999 — чемпионат Европы (Бордо) — 1 место в командном упражнении, 3 место в личном зачете.
- 2000 — этап Кубка мира (Милан) — 1 место в личном зачёте в упражнении МВ-6.
- 2000 — этап Кубка мира (Мюнхен) — 2 место в личном зачёте в упражнении МВ-6.
- 2000 — XXVII летние Олимпийские Игры (Сидней) — 5 место в упражнении МВ-6.
- 2004 — XXVIII летние Олимпийские Игры (Афины) — 7 место.
- 2007 — Чемпионат Европы — 3 место в индивидуальных соревнованиях.
- 2008 — XXIX летние Олимпийские Игры (Пекин) — 1 место в индивидуальной стрельбе на 50 метров лёжа. Уже в квалификации Артур Айвазян показал первый результат — 599 очков из 600 возможных, а в финальной серии набрал 103,7 очка (сумма — 702,7).

## Награды
- Орден «За заслуги» III степени (4 сентября 2008 года) — за достижение высоких спортивных результатов на XXIX летних Олимпийских играх в Пекине (Китай), проявленные мужество, самоотверженность и волю к победе, повышение международного авторитета Украины[2]
- Почётный гражданин Симферополя (2008) — За значительный личный вклад в развитие физической культуры и спорта, спортивное мастерство, достижение высоких результатов в спорте[3]

## Примечание
1. ↑  Крымское пополнение. Спорт-Экспресс. 3 июля 2014. Архивировано 19 января 2018. Дата обращения: 19 июня 2019.
2. ↑  Указ Президента України № 804/2008 «Про відзначення державними нагородами України спортсменів, тренерів та фахівців національної збірної команди України на XXIX літніх Олімпійських іграх» Архивная копия от 23 сентября 2018 на Wayback Machine (укр.)
3. ↑  Почётные граждане. Дата обращения: 27 мая 2018. Архивировано из оригинала 28 октября 2019 года.